# Alfred Jones (cầu thủ bóng đá, sinh năm 1902)
Alfred Jones (sinh năm 1902; ngày mất không rõ) là một cầu thủ bóng đá người Anh thi đấu ở English Football League cho Crewe Alexandra và Stoke.

## Sự nghiệp
Jones sinh ra ở Hanley, Staffordshire và bắt đầu sự nghiệp tại Crewe Alexandra có 5 lần ra sân ở Football League Third Division North. Sau đó ông gia nhập Congleton Town trước khi chuyển đến Stoke, và có thêm 5 lần ra sân, ghi một bàn vào lưới Hull City vào tháng 11 năm 1924. Cuối mùa giải 1924-25 ông trở về Congleton.

## Thống kê sự nghiệp
Nguồn:
| Câu lạc bộ          | Hạng đấu             | Mùa giải            | Giải quốc nội | Giải quốc nội | Cúp FA  | Cúp FA    | Tổng    | Tổng      |
| Câu lạc bộ          | Hạng đấu             | Mùa giải            | Số trận       | Bàn thắng     | Số trận | Bàn thắng | Số trận | Bàn thắng |
| ------------------- | -------------------- | ------------------- | ------------- | ------------- | ------- | --------- | ------- | --------- |
| Port Vale           | Second Division      | 1920-21             | 0             | 0             | 0       | 0         | 0       | 0         |
| Crewe Alexandra     | Third Division North | 1921-22             | 5             | 0             | 0       | 0         | 5       | 0         |
| Stoke               | Second Division      | 1924-25             | 5             | 1             | 0       | 0         | 5       | 1         |
| Tổng cộng sự nghiệp | Tổng cộng sự nghiệp  | Tổng cộng sự nghiệp | 10            | 1             | 0       | 0         | 10      | 1         |